# 红/黑概念

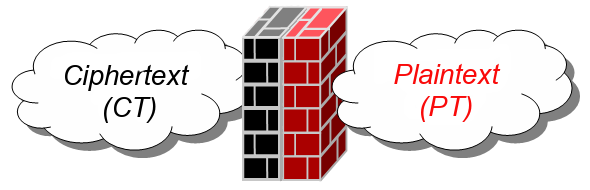
红/黑概念 框图

红/黑概念，有时也被称作红/黑架构或红/黑工程，
指的是指的是 加密 系统谨慎区分包含有敏感的涉密的明文信息（红信号）与那些不敏感的密文信息（黑信号）的设计。因此，包含“红色内容”的一边通常是在内部的，而包含“黑色内容”的一边通常是公开的，它们之间使用 网关、 防火墙 或 单向网络信道 加以隔离。
美国国家安全局通常将加密设备成为BLACKER（加密黑箱），这个命名就来自加密设备将红信号转换为黑信号的功能特点。 TEMPEST/2-95标准定义了传输处理红/黑信号的信道间最小的安全距离或屏蔽方式
不同组织对传输红/黑数据的光纤电缆有着不同的要求。
红/黑这种术语用法也适用于密钥。 黑密钥之所以不敏感，是因为它们被用于加密其它密钥的密钥（KEK, Key Encryption Key）加密后已经脱敏。而红密钥因为未被加密，因此必须被视为高度敏感的内容。